# Velyki Birky
Velyki Birky (en ucraniano: Вели́кі Бі́рки, en inglés: Velýki Bírky, en polaco: Wielkie Borki, en ruso: Вели́кие Бо́рки) es un asentamiento de tipo urbano de Ucrania, perteneciente al raión de Ternópil en la óblast de Ternópil.
Se sitúa a ambos lados del río Hnizna Hnyla, a 12 kilómetros de la capital regional Ternópil.
En 2018, el asentamiento tenía una población de 3410 habitantes. Desde 2019 es sede de un municipio con una población total de casi seis mil habitantes, que incluye como pedanías a los pueblos de Kostantýnivka, Malí Jodáchkiv y Smykivtsí.

## Evolución del nombre Velyki Birky
El nombre del pueblo procede de la palabra "bor", que significa bosque de pinos, debido a que entre los ríos Seret y Gnizno había gran cantidad de estos árboles. Desde sus orígenes, el enclave ha visto modificado su nombre, siendo conocido como Borek en el siglo XVI, Podborie en el XVII —concretamente en la segunda mitad del XVII—, Borki Velikie en el XVIII y ya en el año 1967 pasó a ser llamado Velyki Birky.

## Organización administrativa
En los siglos XV-XVI el reino de Borek era un estado perteneciente a Terebovlya, en la provincia de Rutenia, situada en el Reino de Polonia. En 1772, bajo el reinado de la monarquía de los Habsburgo el pueblo Velyki Birky pasó a formar parte del estado Ternopil del 
Reino de Galitzia y Lodomeria. Desde mediados de 1815, tras el Congreso de Viena, pasó a manos del Imperio austríaco, y desde 1867 hasta 1918 a Austria-Hungría. Durante la Primera Guerra Mundial, estuvo bajo la ocupación rusa desde el 21 de agosto de 1914 hasta el 25 de julio de 1917, en una región entonces conocida como Galitzia-Bukovinskogo. Con el inicio de la revolución de noviembre, desde el 11 de enero de 1918 hasta el 17 de julio de 1919, estuvo en manos de la República Popular de Ucrania Occidental. Durante la guerra polaco-soviética en 1920, fue absorbida por la República Soviética Socialista de Galitzia, y en 1921 fue considerada un estado de Tarnopi, dentro de la recién creada provincia de Tarnopil, perteneciente a la Segunda República Polaca, mientras que en la Segunda Guerra Mundial fue ocupada por los nazis desde 1941 hasta 1944 y al finalizar la contienda, pasó a formar parte de la URSS.

## Monumentos
Monumentos y placas conmemorativas en Velyki Birky:
- Memorial de la Cruz, referente a la abolición de la servidumbre en Galitzia, y de la reforma campesina, debido a la revolución de 1848.
- Sociedad de la Cruz para establecer la sobriedad 1878 (situado en el jardín de iglesia de San Martí. Paraskevi).
- Monumentos en el cementerio militar donde se encuentran enterrados en fosas comunes 1000 soldados del Ejército Rojo. Estos son:

Monumento a los soldados del Ejército Rojo que murieron en el distrito de Velykoborkivskoho.
Monumento a los soldados que murieron en la guerra entre Alemania y Rusia.
- En 1992, los activistas de la sección local del Movimiento Popular de Ucrania erigieron un monumento en el antiguo cementerio en honor a los combatientes construido por la libertad de Ucrania, que incluye dos tumbas con cruces en la parte superior, y la estela memorable con la inscripción: "Aquí cayeron por la libertad de Ucrania, es nuestra historia de gloria y honor".
- El domingo, 14 de mayo de 1995, en el centro de la ciudad se inauguró un monumento a Taras Shevchenko realizado gracias a las contribuciones voluntarias de los pobladores y las empresas locales y creado por el escultor M. Neveselyi, y el arquitecto P. Haloha.
- En marzo de 1998, en el edificio central de la escuela secundaria general se colocó la tabla conmemorativa del académico Stepan Baley.

## Templos

### Iglesia de San Paraskevia (viernes)
Según fuentes históricas, es uno de los primeros edificios dedicados a San Paraskevia, siendo erigida a mediados del siglo XVI. Probablemente se trataba de un edificio de madera en origen. Más tarde, en los siglos XVII-XVIII, tanto el estilo arquitectónico como los materiales de construcción cambiarían constantemente, lo cual sucedió principalmente porque durante las incursiones de los tártaro-turcos, la iglesia fue destruida en varias ocasiones. Su restauración siempre se llevó a cabo en el mismo lugar, hasta que en el siglo XIX la comunidad decidió levantar un edificio de piedra que fue construido a expensas de las manos de los parroquianos y la donación de la condesa María Mitrovskoyi. Los trabajos de construcción finalizaron definitivamente en 1901, siendo la iglesia consagrada en 1902. Las imágenes de la Iglesia fueron pintadas en los años 20 del siglo XX por un destacado pintor ucraniano, Manastyrsky Antin.

### Monasterio de la Santísima Virgen María
El 21 de diciembre de 2003 el obispo de Ternopil-Zboriv yeparhiyiyi Sabryhoyu Michael y el abad del Monasterio san Theodore Gregorio Planchak bendijo el claustro del convento de la Santísima Virgen en el Monasterio de la Santísima Virgen María de Velyki Birky.